# Бергатройте
Бергатройте (нім. Bergatreute) — громада в Німеччині, знаходиться в землі Баден-Вюртемберг. Підпорядковується адміністративному округу Тюбінген. Входить до складу району Равенсбург.
Площа — 23,16 км2. Населення становить 3197 ос. (станом на 31 грудня 2020).